# La poupée monte le son
La poupée monte le son è il singolo di debutto della cantante lussemburghese Laura Thorn, pubblicato il 20 dicembre 2024.

## Descrizione
Scritto da Ludovic-Alexandre Vidal e composto da Julien Salvia, il titolo del brano richiama esplicitamente Poupée de cire, poupée de son, la canzone con cui il Lussemburgo, rappresentato da France Gall, trionfò all'Eurovision Song Contest 1965.
Il pezzo esplora i temi dell'indipendenza e dell'emancipazione, raccontando la storia di una protagonista che si oppone al ruolo di "bambola perfetta". Con un messaggio deciso, la canzone sfida gli stereotipi e le convenzioni, incoraggiando la libertà dall'influenza altrui.
In un'intervista per la testata online L'Eurovision Au Quotidien, Laura Thorn ha rivelato che la canzone vuole rendere omaggio alla figura di France Gall, mettendo in evidenza "l'evoluzione della società negli ultimi sessant'anni".

## Promozione
Il 19 dicembre 2024, La poupée monte le son è stato presentato come uno dei sette brani in gara al Luxembourg Song Contest 2025, la selezione nazionale organizzata da RTL per scegliere il rappresentante lussemburghese all'Eurovision Song Contest 2025. Nella serata del 25 gennaio 2025, la canzone si è piazzata al primo posto nel voto della giuria internazionale e al secondo posto nel televoto, conquistando la prima posizione complessiva e garantendo a Laura Thorn il diritto di rappresentare il Granducato sul palco eurovisivo di Basilea.

## Tracce
Testi di Ludovic-Alexandre Vidal, musiche di Julien Salvia.
1. La poupée monte le son – 2:58

## Formazione
- Laura Thorn – voce
- Christophe Houssin – produzione
- Julien Salvia – produzione
- Ludovic-Alexandre Vidal – produzione

## Classifiche
| Classifica (2025) | Posizione massima |
| ----------------- | ----------------- |
| Finlandia         | 46                |
| Grecia            | 73                |
| Lituania          | 45                |
| Lussemburgo       | 6                 |
| Svizzera          | 35                |